# Ngày hè sôi động
Ngày hè sôi động là một bộ phim truyền hình được thực hiện bởi Trung tâm Phim truyền hình Việt Nam, Đài Truyền hình Việt Nam do NSND Trọng Trinh làm đạo diễn. Phim phát sóng lần đầu vào năm 2001 trên kênh VTV1.

## Nội dung
Sở Thể dục thể thao phối hợp với Thành Đoàn tổ chức giải đá bóng nhi đồng toàn thành phố, giúp cho các em sống hợp lệ trong thành phố sau một năm học tập, có mùa hè lành mạnh và bổ ích, chuẩn bị cho năm học tiếp. Riêng ông Hào là nhà bình luận thể thao, tìm cách giúp cho những đứa trẻ thành phố, đam mê đá bóng được những Mạnh Thường Quân bảo trợ, để sở Thể dục thể thao có thể chấp nhận cho các em tham gia thi đấu giải chính quy, nhưng ông Hào gặp rất nhiều khó khăn khi tranh đấu cho các em.
Nga muốn chứng minh cho mẹ thấy khả năng làm việc của mình, nên đã cùng với Tuấn và Linh hợp tác kinh doanh trong thời gian nghỉ hè, nhưng mọi việc không hoàn toàn như ý Nga mong muốn. Từ khi có thêm Việt góp phần, lúc nào Nga cũng nhắc đến Việt làm Tuấn tỏ ra không vui...

## Diễn viên
- Lưu Hà trong vai Nga[4]
- Viết Liên trong vai Ông Hào
- Quế Hằng trong vai Bà Phượng
- Quang Thắng trong vai Hiệp
- Phương Thảo trong vai Ngân
- Thúy Hằng trong vai Kiều Linh
- Quang Hưng trong vai Tuấn
- Lê Thái trong vai Việt
- Phạm Tuấn Hùng trong vai Tú
- Sơn Tùng trong vai Bình
- Thúy Ngân trong vai Nhị
- Hà Duy trong vai Ninh
- Hải Anh trong vai Hoàn
- Hoàng Công trong vai Việt Anh
- Mỹ Hằng trong vai Kiều Trang
- Giang Minh trong vai Nhân
- NSƯT Phạm Bằng trong vai Tổng biên tập
- Tuấn Minh trong vai Ông Động
- Khánh Ly trong vai Loan
- Quốc Quân trong vai Đức
- Tuấn Bình trong vai Hùng
- Hồng Hạnh trong vai Bà Tâm
- NSƯT Minh Hằng trong vai Bà An
- Bá Cường trong vai Ông tổ trưởng

Và một số diễn viên khác...

## Ca khúc trong phim
Bài hát trong phim là ca khúc "Đêm hè" do Phạm Tuấn Hùng sáng tác và thể hiện cùng Phạm Thúy Hằng.